# Alison Sheppard
Alison Sheppard, MBE (* 5. November 1972 in Glasgow, Vereinigtes Königreich) ist eine ehemalige britische Schwimmerin.

## Werdegang
Alison Sheppard stammt aus dem schottischen Glasgow und nahm bereits 1988 im Alter von 15 Jahren an den Olympischen Spielen in Seoul teil. Ihre größten Erfolge feierte sie jedoch erst ab 1998 mit Medaillen bei Commonwealth Games sowie Welt- und Europameisterschaften, besonders auf der Kurzbahn. Ihre Spezialstrecken waren 50 und 100 m Freistil sowie 50 m Schmetterling und 100 m Lagen (Kurzbahn).
Sheppard nahm an fünf Olympischen Spielen in Folge teil: 1988 in Seoul, 1992 in Barcelona, 1996 in Atlanta, 2000 in Sydney sowie 2004 in Athen. Ihre beste Platzierung war dabei ein fünfter Rang mit der britischen Staffel über 4 × 100 m Freistil 2000 in Sydney.
Im Jahr 2005 beendete sie ihre Karriere.
Alison Sheppard wurde 2003 in den Order of the British Empire und 2010 in die Hall of Fame des schottischen Schwimmverbands aufgenommen. Mittlerweile ist sie Trainerin und gründete gemeinsam mit ihrem Ehemann, dem kanadischen Ex-Schwimmer und Trainer Gary Vandermeulen, eine Schwimmschule (Sheppard Swim School) sowie den Schwimmverein Phoenix Aquatics Swim Club in Stirling. Sie lebt mit ihrem Mann und den drei gemeinsamen Söhnen in Stirling und wirkt bei Schwimmgroßereignissen als Kommentatorin.

## Persönliche Bestzeiten
| Langbahn                                                  | Langbahn | Langbahn                     | Langbahn | Kurzbahn           | Kurzbahn | Kurzbahn          | Kurzbahn |
| Disziplin                                                 | Zeit     | Rekord                       | Jahr     | Disziplin          | Zeit     | Rekord            | Jahr     |
| --------------------------------------------------------- | -------- | ---------------------------- | -------- | ------------------ | -------- | ----------------- | -------- |
| 50 m Freistil                                             | 24,68    | SR, ehemaliger BR            | 2002     | 50 m Freistil      | 24,06    | SR, ehemaliger BR | 2003     |
| 100 m Freistil                                            | 55,38    | ehemaliger SR                | 2003     | 100 m Freistil     | 53,75    | SR                | 2003     |
| 50 m Schmetterling                                        | 27,05    | ehemaliger BR, ehemaliger SR | 2001     | 50 m Schmetterling | 27,13    | ehemaliger SR     | 2001     |
| –                                                         | –        | –                            | –        | 100 m Lagen        | 1:00,76  | SR, ehemaliger BR | 2003     |
| Legende: BR = britischer Rekord, SR = schottischer Rekord |          |                              |          |                    |          |                   |          |

Zudem hält Alison Sheppard gemeinsam mit Sue Rolph, Karen Pickering und Rosalind Brett seit den Kurzbahneuropameisterschaften 2000 in 1:38,39 den britischen Rekord über 4 × 50 m Freistil (Kurzbahn).
Stand: 19. September 2014